# Andy Tipaldi
Andy Tipaldi (* 1894 in New York City; † 1969 in Montreal) war ein kanadischer Banjospieler.
Tipaldi und sein Bruder, der Geiger John Tipaldi, kamen 1917 nach Montreal und traten dort im Jardin de Danse auf. 1921 wurden sie Mitglieder der Melody Kings, einer Gruppe, die aus fünf bis neun Mitgliedern bestand und der im Lauf der Jahre u. a. der Pianist Billy Munro, der Schlagzeuger Rob Roy, der Posaunist Al Gagnon, die Trompeter Harry Louci, Rip Doucette und Robert Rochon und die Saxophonisten Léo Dufault und Alex Lajoie angehörten. 1923 übernahmen die Brüder die Leitung des Ensembles, das sie in Melody Kings Dance Orchestra umbenannten. Das Orchester trat u. a. im Jardin de Danse, im Chez Maurice Danceland und dem Ritz-Carlton Hotel auf und war regelmäßig beim Rundfunksender CKAC zu hören. 1923–24 entstanden vierzig Aufnahmen im Studio Montreal von His Master’s Voice, 1926 Aufnahmen unter dem Titel Andy Tipaldi & His Orchestra beim Label Starr.
Daneben trat Tipaldi bis zur Auflösung der Melody Kings mit dem Ritz-Carlton Orchestra und dem Orchester von Billy Monro auf. Beim Börsencrash 1929 verlor er große Teile seines Besitzes und leitete dann, wieder ohne finanziellen Erfolg, einen Club. Von 1942 bis zu seinem Tod leitete er das local 406 der American Federation of Musicians.

## Quelle
- Library and Archives Canada - The Virtual Gramophone - Andy Tipaldi

| Personendaten    | Personendaten            |
| ---------------- | ------------------------ |
| NAME             | Tipaldi, Andy            |
| KURZBESCHREIBUNG | kanadischer Banjospieler |
| GEBURTSDATUM     | 1894                     |
| GEBURTSORT       | New York City            |
| STERBEDATUM      | 1969                     |
| STERBEORT        | Montreal                 |